# Pseudhapalopus
Pseudhapalopus es un género de arañas migalomorfas de la familia Theraphosidae. Son originarias de Sudamérica.  

## Especies
Según The World Spider Catalog 11.0:
- Pseudhapalopus aculeatus Strand, 1907
- Pseudhapalopus spinulopalpus Schmidt & Weinmann, 1997